# Rudi Walther
Rudi Walther (* 22. Oktober 1928 in Kassel; † 16. Mai 2010 in Wolfhagen) war ein deutscher Politiker (SPD).
Walther absolvierte die Volks- und Städtische Handelsschule in Kassel, leistete von 1944 bis 1945 Arbeits- und Wehrdienst (als Panzergrenadier) und besuchte das Verwaltungsseminar in Kassel, wo er beide Verwaltungsprüfungen bestand. Er begann 1946 eine Lehre in der Stadtverwaltung Kassel. 1946 wurde er Mitglied der SPD und Mitglied des Postverwaltungsrats der Partei. Seinen Berufsweg begann er 1949 als Verwaltungsangestellter und später Stadtinspektor bei der Stadtverwaltung in Kassel. Im Jahre 1957 wurde er Kreisvorsitzender in Wolfhagen und hauptamtlicher Bürgermeister der Stadt Zierenberg im Landkreis Kassel, der Heimatstadt seiner Ehefrau Marli, mit der er zwei Töchter hatte. Als Bürgermeister war Rudi Walther maßgeblich an der Gebietsreform in Hessen beteiligt. 1972 wurde er SPD-Schatzmeister des Bezirks Hessen-Nord. Er war von 1972 bis 1994 Mitglied des Deutschen Bundestages. Walther war Mitglied des Kreistags von Kassel und wurde stets direkt im Wahlkreis Waldeck gewählt. Im Bundestag war er Mitglied des Fraktionsvorstands der SPD und von 1983 bis 1994 Vorsitzender des Arbeitskreises für öffentliche Finanzwirtschaft bzw. des Haushaltsausschusses.
Walter erhielt <!- u. a.? -->das Große Verdienstkreuz mit Stern des Verdienstordens der Bundesrepublik Deutschland.